# Genista pulchella
Genista pulchella es una especie de arbusto perteneciente a la familia de las fabáceas. 

## Descripción
Es una planta sufrútice que alcanza un tamaño de 0,05-0,15 (0,75) m, poco espinoso, decumbente, enraizante en los nudos inferiores. Ramas alternas, las de los tallos fértiles 0,7-0,9(1) mm de diámetro en los entrenudos de las flores inferiores; tallos terminados en una espina no demasiado punzante, con 8-9 costillas muy próximas unas de otras, que en los tallos viejos no dejan ver los valles intercostalescon claridad. Flores axilares, generalmente rodeadas de hojas del braquiblasto, solitarias, situadas en los órganos estipulares de los tallos del año anterior. Corola amarilla. Fruto fusiforme u oblongo y algo toruloso, seríceo con 1-3 semillas ovoideas, biconvexas, negruzcas, brillantes. Tienbe un número de cromosomas de 2n = 24; n = 9.

## Distribución y hábitat
Se encuentra en los crestones descarnados y pedregales calizos; a una altitud de (600)800-1400 metros en Francia, Albania, Yugoslavia y la península ibérica.

## Taxonomía
Genista pulchella fue descrita por Roberto de Visiani y publicado en Flora 13: 51. 1830.
Etimología
Genista: nombre genérico que proviene del latín de la que los reyes y reinas Plantagenet de Inglaterra tomaron su nombre, planta Genesta o plante genest, en alusión a una historia que, cuando Guillermo el Conquistador se embarcó rumbo a Inglaterra, arrancó una planta que se mantenía firme, tenazmente, a una roca y la metió en su casco como símbolo de que él también sería tenaz en su arriesgada tarea. La planta fue la llamada planta genista en latín. Esta es una buena historia, pero por desgracia Guillermo el Conquistador llegó mucho antes de los Plantagenet y en realidad fue Godofredo de Anjou que fue apodado el Plantagenet, porque llevaba un ramito de flores amarillas de retama en su casco como una insignia (genêt es el nombre francés del arbusto de retama), y fue su hijo, Enrique II, el que se convirtió en el primer rey Plantagenet. Otras explicaciones históricas son que Geoffrey plantó este arbusto como una cubierta de caza o que él la usaba para azotarse a sí mismo. No fue hasta que Ricardo de York, el padre de los dos reyes Eduardo IV y Ricardo III, cuando los miembros de esta familia adoptaron el nombre de Plantagenet, y luego se aplicó retroactivamente a los descendientes de Godofredo I de Anjou como el nombre dinástico.
pulchella: epíteto latíno que significa "bella, preciosa"
Variedad aceptada
- Genista pulchella subsp. villarsiana (Jord.) F.Conti

Sinonimia
- Genista villarsii Clementi[5]